# Liste des planètes mineures non numérotées découvertes en octobre 2009
Pour un article plus général, voir Liste des planètes mineures non numérotées découvertes en 2009.
Pour un article plus général, voir Liste des planètes mineures.
Cet article dresse la liste des planètes mineures (astéroïdes, centaures, objets transneptuniens et assimilés) non numérotées découvertes en octobre 2009 dans l'ordre de leur découverte.
Au 15 janvier 2025, 661 077 des 1 434 993 planètes mineures répertoriées par le Centre des planètes mineures ne sont pas encore numérotées, soit 46,07 %.

## Rappel concernant la désignation provisoire
La désignation provisoire indique l'ordre de découverte de ces objets. En effet, cette désignation est composée de l'année de découverte (par exemple 2009) suivie de la quinzaine (demi-mois) de découverte (p.e. A = 1-15 janvier) puis de l'ordre de découverte dans cette quinzaine. Cet ordre est indiqué par une lettre et éventuellement un chiffre comme suit : A pour la première découverte, B pour la deuxième, ..., Z pour la 25e (le I n'est pas utilisé pour éviter la confusion avec 1), A1 pour la 26e, B1 pour la 27e, etc. , Z1 pour la 50e, A2 pour la 51e, B2 pour la 52e, etc. L'ordre de la numérotation ne suit donc pas l'ordre alphanumérique. 2009 AA1 suit ainsi 2009 AZ et précède 2009 AB1.

## Listes

### Du1erau 15 octobre 2009
- 2009 TB
- 2009 TD
- 2009 TJ
- 2009 TP
- 2009 TQ
- 2009 TS
- 2009 TT
- 2009 TU
- 2009 TV
- 2009 TY
- 2009 TA1
- 2009 TD1
- 2009 TK1
- 2009 TQ1
- 2009 TV1
- 2009 TX3
- 2009 TJ4
- 2009 TL4
- 2009 TR4
- 2009 TT4
- 2009 TV4
- 2009 TM5
- 2009 TE6
- 2009 TE7
- 2009 TS7
- 2009 TC8
- 2009 TD8
- 2009 TF8
- 2009 TH8
- 2009 TK8
- 2009 TL8
- 2009 TM8
- 2009 TN8
- 2009 TO8
- 2009 TP8
- 2009 TQ8
- 2009 TR8
- 2009 TT8
- 2009 TU8
- 2009 TV8
- 2009 TD10
- 2009 TE10
- 2009 TF10
- 2009 TM10
- 2009 TU11
- 2009 TF12
- 2009 TK12
- 2009 TG13
- 2009 TQ13
- 2009 TS13
- 2009 TT13
- 2009 TV13
- 2009 TZ13
- 2009 TS15
- 2009 TT15
- 2009 TE16
- 2009 TD17
- 2009 TS18
- 2009 TT18
- 2009 TY18
- 2009 TZ18
- 2009 TC19
- 2009 TO19
- 2009 TT20
- 2009 TX21
- 2009 TU22
- 2009 TR23
- 2009 TT23
- 2009 TM24
- 2009 TN24
- 2009 TQ24
- 2009 TD25
- 2009 TQ25
- 2009 TE26
- 2009 TM28
- 2009 TN28
- 2009 TR28
- 2009 TT28
- 2009 TV28
- 2009 TX28
- 2009 TY28
- 2009 TB29
- 2009 TC29
- 2009 TH29
- 2009 TM29
- 2009 TR29
- 2009 TC30
- 2009 TD30
- 2009 TH30
- 2009 TJ30
- 2009 TK30
- 2009 TN30
- 2009 TX30
- 2009 TZ30
- 2009 TH31
- 2009 TW32
- 2009 TS34
- 2009 TC36
- 2009 TR36
- 2009 TX36
- 2009 TU37
- 2009 TU39
- 2009 TV39
- 2009 TE40
- 2009 TQ42
- 2009 TS42
- 2009 TU42
- 2009 TZ42
- 2009 TR43
- 2009 TX43
- 2009 TJ44
- 2009 TK44
- 2009 TO44
- 2009 TQ44
- 2009 TV44
- 2009 TB45
- 2009 TD45
- 2009 TS45
- 2009 TA46
- 2009 TZ46
- 2009 TD47
- 2009 TM47
- 2009 TV47
- 2009 TC48
- 2009 TD48
- 2009 TE48
- 2009 TJ48
- 2009 TU49
- 2009 TB50
- 2009 TC50
- 2009 TY50
- 2009 TC51
- 2009 TH51
- 2009 TK51
- 2009 TL51
- 2009 TM51
- 2009 TN51
- 2009 TO51
- 2009 TQ51
- 2009 TR51
- 2009 TB52
- 2009 TE52
- 2009 TK52
- 2009 TL52
- 2009 TO52
- 2009 TP52
- 2009 TQ52
- 2009 TS52
- 2009 TT52
- 2009 TU52
- 2009 TZ52
- 2009 TA53
- 2009 TE53
- 2009 TF53
- 2009 TH53
- 2009 TJ53
- 2009 TL53
- 2009 TM53
- 2009 TV53
- 2009 TW53
- 2009 TY53
- 2009 TZ53
- 2009 TB54
- 2009 TC54
- 2009 TD54
- 2009 TL54
- 2009 TN54
- 2009 TO54
- 2009 TR54
- 2009 TW54
- 2009 TY54
- 2009 TZ54
- 2009 TA55
- 2009 TB55
- 2009 TD55
- 2009 TE55
- 2009 TF55
- 2009 TG55
- 2009 TH55
- 2009 TM55
- 2009 TO55
- 2009 TQ55
- 2009 TR55
- 2009 TS55
- 2009 TU55
- 2009 TV55
- 2009 TW55
- 2009 TZ55
- 2009 TA56
- 2009 TB56
- 2009 TC56
- 2009 TD56
- 2009 TH56
- 2009 TN56
- 2009 TO56
- 2009 TP56
- 2009 TQ56
- 2009 TR56
- 2009 TS56
- 2009 TT56
- 2009 TV56
- 2009 TY56
- 2009 TB57
- 2009 TC57
- 2009 TD57
- 2009 TE57
- 2009 TU57
- 2009 TV57
- 2009 TW57
- 2009 TY57
- 2009 TA58
- 2009 TB58
- 2009 TC58
- 2009 TD58
- 2009 TE58
- 2009 TF58
- 2009 TH58
- 2009 TJ58
- 2009 TL58
- 2009 TM58
- 2009 TN58
- 2009 TO58
- 2009 TP58
- 2009 TR58
- 2009 TS58
- 2009 TT58
- 2009 TU58
- 2009 TV58
- 2009 TW58
- 2009 TX58
- 2009 TY58
- 2009 TZ58
- 2009 TB59
- 2009 TC59
- 2009 TD59
- 2009 TE59
- 2009 TF59

### Du 16 au 31 octobre 2009
- 2009 UA
- 2009 UB
- 2009 UC
- 2009 UD
- 2009 UE
- 2009 UF
- 2009 UG
- 2009 UH
- 2009 UJ
- 2009 UL
- 2009 UM
- 2009 UN
- 2009 UQ
- 2009 UD1
- 2009 UK1
- 2009 UL1
- 2009 UM1
- 2009 UN1
- 2009 UO1
- 2009 UU1
- 2009 UX1
- 2009 UD2
- 2009 UE2
- 2009 UF2
- 2009 UW2
- 2009 UL3
- 2009 UO3
- 2009 UV4
- 2009 UJ5
- 2009 UP5
- 2009 UQ5
- 2009 UR5
- 2009 UV5
- 2009 UY5
- 2009 UH6
- 2009 UM6
- 2009 UO6
- 2009 UR6
- 2009 UU6
- 2009 UE7
- 2009 UF7
- 2009 UQ7
- 2009 US7
- 2009 UT7
- 2009 UB8
- 2009 UG8
- 2009 UO8
- 2009 UP8
- 2009 US8
- 2009 UU8
- 2009 UB9
- 2009 UE9
- 2009 UG9
- 2009 UH9
- 2009 UP9
- 2009 UQ9
- 2009 US9
- 2009 UF10
- 2009 UK10
- 2009 UL10
- 2009 UM10
- 2009 US10
- 2009 UT10
- 2009 UU10
- 2009 UV10
- 2009 UW10
- 2009 UX10
- 2009 UY10
- 2009 UA11
- 2009 UB11
- 2009 UC11
- 2009 UQ11
- 2009 UU11
- 2009 UV11
- 2009 UB12
- 2009 UK13
- 2009 UL13
- 2009 UM13
- 2009 UO13
- 2009 UJ14
- 2009 UK14
- 2009 UU14
- 2009 UX14
- 2009 UZ14
- 2009 UE15
- 2009 UF15
- 2009 UU15
- 2009 UZ15
- 2009 UA16
- 2009 UM16
- 2009 UO16
- 2009 UA17
- 2009 UC17
- 2009 UD17
- 2009 UH17
- 2009 UY17
- 2009 UZ17
- 2009 UA18
- 2009 UN18
- 2009 UO18
- 2009 UR18
- 2009 UX18
- 2009 UB19
- 2009 UC19
- 2009 UD19
- 2009 UE19
- 2009 US19
- 2009 UT19
- 2009 UU19
- 2009 UV19
- 2009 UW19
- 2009 UX19
- 2009 UY19
- 2009 UZ19
- 2009 UK20
- 2009 UL20
- 2009 UC21
- 2009 UJ21
- 2009 US21
- 2009 UB22
- 2009 UE22
- 2009 UG22
- 2009 UH22
- 2009 UJ22
- 2009 UN22
- 2009 UX22
- 2009 UE23
- 2009 UM23
- 2009 UQ23
- 2009 UT23
- 2009 UC24
- 2009 UL24
- 2009 UO24
- 2009 UZ24
- 2009 UB25
- 2009 UH25
- 2009 UK25
- 2009 UY25
- 2009 UZ25
- 2009 UA26
- 2009 UG26
- 2009 UR27
- 2009 UU27
- 2009 UK28
- 2009 UL28
- 2009 UM28
- 2009 UC29
- 2009 UN29
- 2009 UT30
- 2009 UG31
- 2009 UL31
- 2009 UQ31
- 2009 UV32
- 2009 UX32
- 2009 UD33
- 2009 UE33
- 2009 UG33
- 2009 UB34
- 2009 UE34
- 2009 UG34
- 2009 UJ34
- 2009 UL34
- 2009 UV34
- 2009 UA35
- 2009 UG36
- 2009 UP36
- 2009 UY36
- 2009 US37
- 2009 UC38
- 2009 UG38
- 2009 UM38
- 2009 UZ38
- 2009 UJ39
- 2009 UN39
- 2009 UR39
- 2009 UH40
- 2009 UL40
- 2009 UP40
- 2009 UQ40
- 2009 UR40
- 2009 UD41
- 2009 UE41
- 2009 UQ41
- 2009 UZ41
- 2009 UA42
- 2009 UB42
- 2009 UD42
- 2009 UO42
- 2009 US42
- 2009 UX42
- 2009 UY42
- 2009 UZ42
- 2009 UB43
- 2009 UE43
- 2009 UF43
- 2009 UG43
- 2009 UK43
- 2009 UL43
- 2009 US43
- 2009 UF44
- 2009 UG44
- 2009 UL44
- 2009 UO44
- 2009 US44
- 2009 UW44
- 2009 UD45
- 2009 UE45
- 2009 UG45
- 2009 UL45
- 2009 UM45
- 2009 UN45
- 2009 UO45
- 2009 UR45
- 2009 UU45
- 2009 UX45
- 2009 UY45
- 2009 UB46
- 2009 UC46
- 2009 UX46
- 2009 UJ47
- 2009 UL47
- 2009 UQ47
- 2009 UU47
- 2009 UX47
- 2009 UZ47
- 2009 UL48
- 2009 UN48
- 2009 UQ48
- 2009 UR48
- 2009 UU48
- 2009 UF49
- 2009 UG49
- 2009 UK49
- 2009 UN49
- 2009 UU49
- 2009 UW49
- 2009 UX49
- 2009 UB50
- 2009 UE50
- 2009 UL50
- 2009 UM50
- 2009 UO50
- 2009 UP50
- 2009 UG51
- 2009 UK51
- 2009 UL51
- 2009 UM51
- 2009 UR51
- 2009 UU51
- 2009 UB52
- 2009 UC52
- 2009 UJ52
- 2009 UN52
- 2009 UQ52
- 2009 UW52
- 2009 UX52
- 2009 UJ53
- 2009 US53
- 2009 UY53
- 2009 UZ53
- 2009 UF54
- 2009 UL54
- 2009 UT54
- 2009 UU54
- 2009 UF55
- 2009 UH55
- 2009 UK55
- 2009 UN55
- 2009 UP55
- 2009 UU55
- 2009 UF56
- 2009 UK56
- 2009 UE57
- 2009 UJ57
- 2009 UM57
- 2009 UO57
- 2009 UZ57
- 2009 UE58
- 2009 UN58
- 2009 UP58
- 2009 UQ58
- 2009 UY58
- 2009 UZ58
- 2009 UD59
- 2009 UG59
- 2009 UK59
- 2009 UY59
- 2009 UA60
- 2009 UK60
- 2009 UR60
- 2009 US60
- 2009 UT60
- 2009 UX60
- 2009 UY60
- 2009 UE61
- 2009 UO61
- 2009 UQ61
- 2009 UT61
- 2009 UW61
- 2009 UZ61
- 2009 UG62
- 2009 UK62
- 2009 UQ62
- 2009 UT62
- 2009 UA63
- 2009 UB63
- 2009 UC63
- 2009 UH63
- 2009 UN63
- 2009 UO63
- 2009 UP63
- 2009 UQ63
- 2009 UD64
- 2009 UK64
- 2009 UM64
- 2009 UN64
- 2009 UP64
- 2009 UR64
- 2009 UB65
- 2009 UD65
- 2009 UE65
- 2009 UG65
- 2009 UJ65
- 2009 UK65
- 2009 UP65
- 2009 UQ65
- 2009 US65
- 2009 UT65
- 2009 UZ65
- 2009 UB66
- 2009 UL66
- 2009 UU66
- 2009 UY66
- 2009 UZ66
- 2009 UB67
- 2009 UG67
- 2009 UH67
- 2009 UM67
- 2009 UT67
- 2009 UV67
- 2009 UW67
- 2009 UB68
- 2009 UD68
- 2009 UU68
- 2009 UY68
- 2009 UX69
- 2009 UY69
- 2009 UB70
- 2009 UC70
- 2009 UD70
- 2009 UE70
- 2009 UJ70
- 2009 UQ70
- 2009 US70
- 2009 UW70
- 2009 UG71
- 2009 UJ72
- 2009 UG73
- 2009 UO73
- 2009 UP73
- 2009 UY73
- 2009 UJ74
- 2009 UK74
- 2009 UO74
- 2009 UP74
- 2009 UR74
- 2009 US74
- 2009 UF75
- 2009 UN75
- 2009 UR75
- 2009 UT75
- 2009 UU75
- 2009 UV75
- 2009 UW75
- 2009 UA76
- 2009 UB76
- 2009 UF76
- 2009 UK76
- 2009 UM76
- 2009 UN76
- 2009 UU76
- 2009 UV76
- 2009 UE77
- 2009 UF77
- 2009 UR77
- 2009 US77
- 2009 UY77
- 2009 UA78
- 2009 UJ78
- 2009 UK78
- 2009 UX78
- 2009 UJ79
- 2009 UT79
- 2009 UW79
- 2009 UC80
- 2009 UG80
- 2009 UH80
- 2009 UN80
- 2009 UR80
- 2009 UW80
- 2009 UC81
- 2009 UW81
- 2009 UD82
- 2009 UM83
- 2009 UR84
- 2009 UX84
- 2009 UF85
- 2009 UG85
- 2009 UJ85
- 2009 UK85
- 2009 UQ85
- 2009 UJ86
- 2009 UW86
- 2009 UM87
- 2009 UR87
- 2009 US87
- 2009 UT87
- 2009 UU87
- 2009 UV87
- 2009 UW87
- 2009 UX87
- 2009 UY87
- 2009 UZ87
- 2009 UJ88
- 2009 UM89
- 2009 UO89
- 2009 UV89
- 2009 UW89
- 2009 UZ89
- 2009 UC90
- 2009 UZ90
- 2009 UQ91
- 2009 UX91
- 2009 UJ92
- 2009 UK92
- 2009 UL92
- 2009 UO92
- 2009 UQ92
- 2009 US92
- 2009 UT92
- 2009 UU92
- 2009 UV92
- 2009 UH93
- 2009 UJ93
- 2009 UN93
- 2009 UC94
- 2009 UO94
- 2009 US94
- 2009 UC95
- 2009 UH95
- 2009 UO95
- 2009 UR95
- 2009 US95
- 2009 UU95
- 2009 UB96
- 2009 UD96
- 2009 UN96
- 2009 UY96
- 2009 UG97
- 2009 UM97
- 2009 UU97
- 2009 UX97
- 2009 UR99
- 2009 US99
- 2009 UV99
- 2009 UY99
- 2009 UG100
- 2009 UJ100
- 2009 UH101
- 2009 UK101
- 2009 UM101
- 2009 UX101
- 2009 UJ102
- 2009 UM102
- 2009 UN102
- 2009 UZ103
- 2009 UG104
- 2009 UV104
- 2009 UW104
- 2009 UC105
- 2009 UN105
- 2009 UF106
- 2009 UH106
- 2009 UN106
- 2009 UZ106
- 2009 UC107
- 2009 UD107
- 2009 UJ107
- 2009 UK107
- 2009 UO107
- 2009 UA108
- 2009 UP108
- 2009 UV108
- 2009 UY108
- 2009 UM109
- 2009 UQ109
- 2009 UR109
- 2009 US109
- 2009 UA110
- 2009 UF110
- 2009 UQ110
- 2009 UZ110
- 2009 UE112
- 2009 UH112
- 2009 UQ112
- 2009 US112
- 2009 UW112
- 2009 UA113
- 2009 UF113
- 2009 UH113
- 2009 UT113
- 2009 UV113
- 2009 UW113
- 2009 UZ113
- 2009 UC114
- 2009 UD114
- 2009 UM114
- 2009 UT114
- 2009 UY114
- 2009 UC115
- 2009 UD115
- 2009 UX115
- 2009 UD116
- 2009 UF116
- 2009 US116
- 2009 UN117
- 2009 UV117
- 2009 UF118
- 2009 UG118
- 2009 UN118
- 2009 UQ118
- 2009 UY118
- 2009 UC119
- 2009 UE119
- 2009 UL119
- 2009 UM119
- 2009 UT119
- 2009 UW119
- 2009 UX119
- 2009 UZ119
- 2009 UA120
- 2009 UC120
- 2009 UE120
- 2009 UK120
- 2009 UL120
- 2009 UR120
- 2009 US120
- 2009 UU121
- 2009 UV121
- 2009 UY121
- 2009 UA122
- 2009 UB122
- 2009 UE122
- 2009 UF122
- 2009 UN122
- 2009 US122
- 2009 UT122
- 2009 UU122
- 2009 UE123
- 2009 UT123
- 2009 UZ123
- 2009 UB124
- 2009 UD124
- 2009 UP124
- 2009 UQ124
- 2009 UR124
- 2009 UX124
- 2009 UZ124
- 2009 UG125
- 2009 UP125
- 2009 UQ125
- 2009 UR125
- 2009 US125
- 2009 UU125
- 2009 UW125
- 2009 UC126
- 2009 UQ126
- 2009 UE127
- 2009 UM127
- 2009 UG128
- 2009 UM128
- 2009 UR128
- 2009 UK129
- 2009 UM129
- 2009 UV129
- 2009 UT131
- 2009 UB132
- 2009 UG133
- 2009 UX133
- 2009 UZ133
- 2009 UE134
- 2009 UG134
- 2009 UV134
- 2009 UZ134
- 2009 UA135
- 2009 UB135
- 2009 UF135
- 2009 UH135
- 2009 UQ135
- 2009 UU136
- 2009 UU137
- 2009 UJ138
- 2009 UX140
- 2009 UU141
- 2009 UY141
- 2009 UA142
- 2009 UC142
- 2009 UQ142
- 2009 US142
- 2009 UW142
- 2009 UQ143
- 2009 US143
- 2009 UU143
- 2009 UC144
- 2009 UJ144
- 2009 UC146
- 2009 UG146
- 2009 UJ146
- 2009 UF147
- 2009 UY147
- 2009 UL148
- 2009 UO148
- 2009 UP148
- 2009 UZ149
- 2009 UJ150
- 2009 UR150
- 2009 UX150
- 2009 UD151
- 2009 UE151
- 2009 UV151
- 2009 UC152
- 2009 UD152
- 2009 UL152
- 2009 UA154
- 2009 UB155
- 2009 UV155
- 2009 UF156
- 2009 UK157
- 2009 UT157
- 2009 US158
- 2009 UZ159
- 2009 UB160
- 2009 UH160
- 2009 UN160
- 2009 US160
- 2009 UC162
- 2009 UL162
- 2009 UV162
- 2009 UY162
- 2009 UE163
- 2009 UF163
- 2009 UH163
- 2009 UJ163
- 2009 UL163
- 2009 UM163
- 2009 UP163
- 2009 UR163
- 2009 US163
- 2009 UV163
- 2009 UX163
- 2009 UY163
- 2009 UZ163
- 2009 UC164
- 2009 UE164
- 2009 UF164
- 2009 UK164
- 2009 UL164
- 2009 UM164
- 2009 UN164
- 2009 UO164
- 2009 UR164
- 2009 US164
- 2009 UT164
- 2009 UU164
- 2009 UV164
- 2009 UW164
- 2009 UZ164
- 2009 UB165
- 2009 UC165
- 2009 UD165
- 2009 UG165
- 2009 UH165
- 2009 UK165
- 2009 UL165
- 2009 UN165
- 2009 UO165
- 2009 UP165
- 2009 UR165
- 2009 US165
- 2009 UT165
- 2009 UU165
- 2009 UV165
- 2009 UW165
- 2009 UX165
- 2009 UZ165
- 2009 UA166
- 2009 UC166
- 2009 UD166
- 2009 UE166
- 2009 UN166
- 2009 UO166
- 2009 UZ166
- 2009 UA167
- 2009 UB167
- 2009 UF167
- 2009 UK167
- 2009 UM167
- 2009 UN167
- 2009 UO167
- 2009 US167
- 2009 UW167
- 2009 UX167
- 2009 UF168
- 2009 UJ168
- 2009 UM168
- 2009 UO168
- 2009 UP168
- 2009 UR168
- 2009 UT168
- 2009 UX168
- 2009 UZ168
- 2009 UB169
- 2009 UC169
- 2009 UE169
- 2009 UF169
- 2009 UG169
- 2009 UH169
- 2009 UJ169
- 2009 UK169
- 2009 UL169
- 2009 UM169
- 2009 UN169
- 2009 UO169
- 2009 UP169
- 2009 UQ169
- 2009 UR169
- 2009 UT169
- 2009 UY169
- 2009 UJ170
- 2009 UK170
- 2009 UM170
- 2009 UO170
- 2009 UP170
- 2009 UV170
- 2009 UW170
- 2009 UY170
- 2009 UZ170
- 2009 UA171
- 2009 UC171
- 2009 UE171
- 2009 UF171
- 2009 UH171
- 2009 UM171
- 2009 UO171
- 2009 UQ171
- 2009 US171
- 2009 UT171
- 2009 UC172
- 2009 UD172
- 2009 UE172
- 2009 UF172
- 2009 UG172
- 2009 UH172
- 2009 UP172
- 2009 UW172
- 2009 UX172
- 2009 UA173
- 2009 UD173
- 2009 UE173
- 2009 UF173
- 2009 UG173
- 2009 UJ173
- 2009 UK173
- 2009 UL173
- 2009 UM173
- 2009 UN173
- 2009 UO173
- 2009 UR173
- 2009 US173
- 2009 UF174
- 2009 UG174
- 2009 UH174
- 2009 UJ174
- 2009 UK174
- 2009 UL174
- 2009 UN174
- 2009 UP174
- 2009 UQ174
- 2009 UU174
- 2009 UV174
- 2009 UW174
- 2009 UX174
- 2009 UJ175
- 2009 UL175
- 2009 UN175
- 2009 UO175
- 2009 UP175
- 2009 UQ175
- 2009 UR175
- 2009 US175
- 2009 UT175
- 2009 UW175
- 2009 UZ175
- 2009 UC176
- 2009 UD176
- 2009 UF176
- 2009 UM176
- 2009 UD177
- 2009 UG177
- 2009 UH177
- 2009 UK177
- 2009 UL177
- 2009 UM177
- 2009 UO177
- 2009 UP177
- 2009 UR177
- 2009 US177
- 2009 UT177
- 2009 UU177
- 2009 UV177
- 2009 UW177
- 2009 UY177
- 2009 UZ177
- 2009 UA178
- 2009 UB178
- 2009 UC178
- 2009 UD178
- 2009 UE178
- 2009 UF178
- 2009 UH178
- 2009 UK178
- 2009 UM178
- 2009 UO178
- 2009 UP178
- 2009 UQ178
- 2009 UR178
- 2009 US178
- 2009 UU178
- 2009 UV178
- 2009 UW178
- 2009 UE179
- 2009 UG179
- 2009 UL179
- 2009 UM179
- 2009 UN179
- 2009 UQ179
- 2009 UR179
- 2009 UX179
- 2009 UY179
- 2009 UZ179
- 2009 UA180
- 2009 UB180
- 2009 UC180
- 2009 UD180
- 2009 UE180
- 2009 UF180
- 2009 UG180
- 2009 UH180
- 2009 UJ180
- 2009 UK180
- 2009 UL180
- 2009 UM180
- 2009 UN180
- 2009 UO180
- 2009 UP180
- 2009 UQ180
- 2009 UR180
- 2009 UT180
- 2009 UV180
- 2009 UX180
- 2009 UZ180
- 2009 UA181
- 2009 UB181
- 2009 UD181
- 2009 UE181
- 2009 UG181
- 2009 UH181
- 2009 UJ181
- 2009 UK181
- 2009 UL181
- 2009 UM181
- 2009 UN181
- 2009 UO181
- 2009 UP181
- 2009 UR181
- 2009 US181
- 2009 UT181
- 2009 UU181
- 2009 UV181
- 2009 UW181
- 2009 UY181
- 2009 UC182
- 2009 UD182
- 2009 UE182
- 2009 UJ182
- 2009 UR182
- 2009 US182
- 2009 UT182
- 2009 UU182
- 2009 UV182
- 2009 UX182
- 2009 UY182
- 2009 UZ182
- 2009 UA183
- 2009 UB183
- 2009 UC183
- 2009 UD183
- 2009 UE183
- 2009 UG183
- 2009 UH183
- 2009 UJ183
- 2009 UK183
- 2009 UL183
- 2009 UM183
- 2009 UN183
- 2009 UO183
- 2009 UP183
- 2009 UQ183
- 2009 US183
- 2009 UT183
- 2009 UU183
- 2009 UV183
- 2009 UW183
- 2009 UB184
- 2009 UF184
- 2009 UG184
- 2009 UH184
- 2009 UJ184
- 2009 UK184
- 2009 UL184
- 2009 UM184
- 2009 UN184
- 2009 UO184
- 2009 UQ184
- 2009 US184
- 2009 UU184
- 2009 UZ184
- 2009 UB185
- 2009 UE185
- 2009 UG185
- 2009 UH185
- 2009 UL185
- 2009 UM185
- 2009 UN185
- 2009 UP185
- 2009 UQ185
- 2009 US185
- 2009 UT185
- 2009 UU185
- 2009 UW185
- 2009 UX185
- 2009 UY185
- 2009 UZ185
- 2009 UA186
- 2009 UC186
- 2009 UD186
- 2009 UE186
- 2009 UM186
- 2009 UO186
- 2009 UP186
- 2009 UQ186
- 2009 UR186
- 2009 US186
- 2009 UT186
- 2009 UV186
- 2009 UX186
- 2009 UY186
- 2009 UZ186
- 2009 UC187
- 2009 UD187
- 2009 UE187
- 2009 UF187
- 2009 UG187
- 2009 UH187
- 2009 UK187
- 2009 UP187
- 2009 US188
- 2009 UU188
- 2009 UV188
- 2009 UW188
- 2009 UX188
- 2009 UY188
- 2009 UA189
- 2009 UB189
- 2009 UD189
- 2009 UH189
- 2009 UJ189
- 2009 UK189
- 2009 UL189
- 2009 UM189
- 2009 UN189
- 2009 UO189
- 2009 UR189
- 2009 UU189
- 2009 UV189
- 2009 UX189
- 2009 UY189
- 2009 UA190
- 2009 UB190
- 2009 UC190
- 2009 UD190
- 2009 UF190
- 2009 UG190
- 2009 UH190
- 2009 UJ190
- 2009 UL190
- 2009 UN190
- 2009 UO190
- 2009 UP190
- 2009 UQ190
- 2009 UR190
- 2009 US190
- 2009 UU190
- 2009 UW190
- 2009 UY190
- 2009 UZ190
- 2009 UA191
- 2009 UB191
- 2009 UC191
- 2009 UD191
- 2009 UE191
- 2009 UF191
- 2009 UG191
- 2009 UH191
- 2009 UJ191
- 2009 UL191
- 2009 UN191
- 2009 UO191
- 2009 UP191
- 2009 UQ191
- 2009 UR191
- 2009 US191
- 2009 UT191
- 2009 UV191
- 2009 UX191
- 2009 UY191
- 2009 UA192
- 2009 UC192
- 2009 UD192
- 2009 UG192
- 2009 UJ192
- 2009 UK192
- 2009 UL192
- 2009 UN192
- 2009 UO192
- 2009 UP192
- 2009 UQ192
- 2009 US192
- 2009 UU192
- 2009 UV192
- 2009 UW192
- 2009 UX192
- 2009 UZ192
- 2009 UB193
- 2009 UC193
- 2009 UD193
- 2009 UE193
- 2009 UF193
- 2009 UG193
- 2009 UH193
- 2009 UK193
- 2009 UL193
- 2009 UM193
- 2009 UN193
- 2009 UO193
- 2009 UP193
- 2009 UQ193
- 2009 UR193
- 2009 UT193
- 2009 UU193
- 2009 UV193
- 2009 UX193
- 2009 UY193
- 2009 UZ193
- 2009 UC194
- 2009 UD194
- 2009 UE194
- 2009 UG194
- 2009 UH194
- 2009 UJ194
- 2009 UK194
- 2009 UL194
- 2009 UM194
- 2009 UN194
- 2009 UP194
- 2009 UR194
- 2009 UU194
- 2009 UV194
- 2009 UW194
- 2009 UX194
- 2009 UY194
- 2009 UZ194
- 2009 UA195
- 2009 UB195
- 2009 UC195
- 2009 UD195
- 2009 UF195
- 2009 UG195
- 2009 UH195
- 2009 UJ195
- 2009 UL195
- 2009 UM195
- 2009 UN195
- 2009 UO195
- 2009 UP195
- 2009 UQ195
- 2009 UR195
- 2009 US195
- 2009 UT195
- 2009 UU195
- 2009 UV195
- 2009 UY195
- 2009 UZ195
- 2009 UA196
- 2009 UB196
- 2009 UC196
- 2009 UD196
- 2009 UE196
- 2009 UH196
- 2009 UJ196
- 2009 UK196
- 2009 UL196
- 2009 UM196
- 2009 UN196
- 2009 UO196
- 2009 UP196
- 2009 UQ196
- 2009 UR196
- 2009 US196
- 2009 UT196
- 2009 UU196
- 2009 UV196
- 2009 UW196
- 2009 UX196
- 2009 UZ196
- 2009 UA197
- 2009 UB197
- 2009 UE197
- 2009 UF197
- 2009 UG197
- 2009 UJ197